# Selección de fútbol de Kirguistán
La selección de fútbol de Kirguistán (en kirguís: Кыргыз Республикасынын улуттук курама командасы), reconocido oficialmente por la FIFA como República Kirguisa, es el equipo representativo del país en las competiciones oficiales. Su organización está a cargo de la Federación de Fútbol de la República Kirguisa, perteneciente a la AFC y a la FIFA. Nunca ha clasificado para una Copa Mundial de Fútbol ni a los Juegos Olímpicos. Disputa sus partidos como local en el Estadio Spartak de Biskek.

## Estadísticas

### Copa Mundial de Fútbol
| Copa Mundial de Fútbol | Copa Mundial de Fútbol      | Copa Mundial de Fútbol      | Copa Mundial de Fútbol      | Copa Mundial de Fútbol      | Copa Mundial de Fútbol      | Copa Mundial de Fútbol      | Copa Mundial de Fútbol      |
| Año                    | Ronda                       | J                           | G                           | E                           | P                           | GF                          | GC                          |
| ---------------------- | --------------------------- | --------------------------- | --------------------------- | --------------------------- | --------------------------- | --------------------------- | --------------------------- |
| 1930 - 1990            | Parte de la Unión Soviética | Parte de la Unión Soviética | Parte de la Unión Soviética | Parte de la Unión Soviética | Parte de la Unión Soviética | Parte de la Unión Soviética | Parte de la Unión Soviética |
| 1994                   | No participó                | No participó                | No participó                | No participó                | No participó                | No participó                | No participó                |
| 1998                   | No clasificó                | No clasificó                | No clasificó                | No clasificó                | No clasificó                | No clasificó                | No clasificó                |
| 2002                   | No clasificó                | No clasificó                | No clasificó                | No clasificó                | No clasificó                | No clasificó                | No clasificó                |
| 2006                   | No clasificó                | No clasificó                | No clasificó                | No clasificó                | No clasificó                | No clasificó                | No clasificó                |
| 2010                   | No clasificó                | No clasificó                | No clasificó                | No clasificó                | No clasificó                | No clasificó                | No clasificó                |
| 2014                   | No clasificó                | No clasificó                | No clasificó                | No clasificó                | No clasificó                | No clasificó                | No clasificó                |
| 2018                   | No clasificó                | No clasificó                | No clasificó                | No clasificó                | No clasificó                | No clasificó                | No clasificó                |
| 2022                   | No clasificó                | No clasificó                | No clasificó                | No clasificó                | No clasificó                | No clasificó                | No clasificó                |
| 2026                   | No clasificó                | No clasificó                | No clasificó                | No clasificó                | No clasificó                | No clasificó                | No clasificó                |
| 2030                   | Por disputarse              | Por disputarse              | Por disputarse              | Por disputarse              | Por disputarse              | Por disputarse              | Por disputarse              |
| 2034                   | Por disputarse              | Por disputarse              | Por disputarse              | Por disputarse              | Por disputarse              | Por disputarse              | Por disputarse              |
| Total                  | 0/23                        | -                           | -                           | -                           | -                           | -                           | -                           |

### Copa Asiática
| Copa Asiática | Copa Asiática               | Copa Asiática               | Copa Asiática               | Copa Asiática               | Copa Asiática               | Copa Asiática               | Copa Asiática               |
| Año           | Ronda                       | J                           | G                           | E                           | P                           | GF                          | GC                          |
| ------------- | --------------------------- | --------------------------- | --------------------------- | --------------------------- | --------------------------- | --------------------------- | --------------------------- |
| 1956 - 1988   | Parte de la Unión Soviética | Parte de la Unión Soviética | Parte de la Unión Soviética | Parte de la Unión Soviética | Parte de la Unión Soviética | Parte de la Unión Soviética | Parte de la Unión Soviética |
| 1992          | No participó                | No participó                | No participó                | No participó                | No participó                | No participó                | No participó                |
| 1996          | No clasificó                | No clasificó                | No clasificó                | No clasificó                | No clasificó                | No clasificó                | No clasificó                |
| 2000          | No clasificó                | No clasificó                | No clasificó                | No clasificó                | No clasificó                | No clasificó                | No clasificó                |
| 2004          | No clasificó                | No clasificó                | No clasificó                | No clasificó                | No clasificó                | No clasificó                | No clasificó                |
| 2007          | No participó                | No participó                | No participó                | No participó                | No participó                | No participó                | No participó                |
| 2011          | No clasificó                | No clasificó                | No clasificó                | No clasificó                | No clasificó                | No clasificó                | No clasificó                |
| 2015          | No clasificó                | No clasificó                | No clasificó                | No clasificó                | No clasificó                | No clasificó                | No clasificó                |
| 2019          | Octavos de final            | 4                           | 1                           | 0                           | 3                           | 6                           | 7                           |
| 2023          | Fase de grupos              | 3                           | 0                           | 1                           | 2                           | 1                           | 5                           |
| 2027          | Clasificó                   | Clasificó                   | Clasificó                   | Clasificó                   | Clasificó                   | Clasificó                   | Clasificó                   |
| Total         | 3/19                        | 7                           | 1                           | 1                           | 5                           | 7                           | 12                          |

## Torneos regionales

### Copa Desafío de la AFC
| Copa Desafío de la AFC | Copa Desafío de la AFC | Copa Desafío de la AFC | Copa Desafío de la AFC | Copa Desafío de la AFC | Copa Desafío de la AFC | Copa Desafío de la AFC | Copa Desafío de la AFC |
| Año                    | Ronda                  | J                      | G                      | E                      | P                      | GF                     | GC                     |
| ---------------------- | ---------------------- | ---------------------- | ---------------------- | ---------------------- | ---------------------- | ---------------------- | ---------------------- |
| 2006                   | Tercer lugar           | 5                      | 3                      | 0                      | 2                      | 4                      | 3                      |
| 2008                   | No clasificó           | No clasificó           | No clasificó           | No clasificó           | No clasificó           | No clasificó           | No clasificó           |
| 2010                   | Fase de grupos         | 3                      | 1                      | 0                      | 2                      | 2                      | 6                      |
| 2012                   | No clasificó           | No clasificó           | No clasificó           | No clasificó           | No clasificó           | No clasificó           | No clasificó           |
| 2014                   | Fase de grupos         | 3                      | 1                      | 0                      | 2                      | 1                      | 3                      |
| Total                  | 3/5                    | 11                     | 5                      | 0                      | 6                      | 7                      | 12                     |

### Copa de Naciones CAFA
| Copa de Naciones CAFA | Copa de Naciones CAFA | Copa de Naciones CAFA | Copa de Naciones CAFA | Copa de Naciones CAFA | Copa de Naciones CAFA | Copa de Naciones CAFA | Copa de Naciones CAFA |
| Año                   | Ronda                 | J                     | G                     | E                     | P                     | GF                    | GC                    |
| --------------------- | --------------------- | --------------------- | --------------------- | --------------------- | --------------------- | --------------------- | --------------------- |
| 2023                  | Cuarto lugar          | 3                     | 1                     | 0                     | 2                     | 4                     | 6                     |
| Total                 | 1/1                   | 3                     | 1                     | 0                     | 2                     | 4                     | 6                     |

## Últimos partidos y próximos encuentros
Actualizado al último partido jugado el 10 de junio de 2025
| Fecha      | Ciudad    | Local           | Resultado | Visitante       | Competición                     |
| ---------- | --------- | --------------- | --------- | --------------- | ------------------------------- |
| 10-10-2024 | Doha      | Catar           | 3:1       | Kirguistán      | Clasificación Copa Mundial 2026 |
| 15-10-2024 | Biskek    | Kirguistán      | 1:0       | Corea del Norte | Clasificación Copa Mundial 2026 |
| 14-11-2024 | Abu Dhabi | Emiratos Árabes | 3:0       | Kirguistán      | Clasificación Copa Mundial 2026 |
| 19-11-2024 | Biskek    | Kirguistán      | 2:3       | Irán            | Clasificación Copa Mundial 2026 |
| 20-03-2025 | Tashkent  | Uzbekistán      | 1:0       | Kirguistán      | Clasificación Copa Mundial 2026 |
| 25-03-2025 | Biskek    | Kirguistán      | 3:1       | Catar           | Clasificación Copa Mundial 2026 |
| 05-06-2025 | Riad      | Corea del Norte | 2:2       | Kirguistán      | Clasificación Copa Mundial 2026 |
| 10-06-2025 | Biskek    | Kirguistán      | 1:1       | Emiratos Árabes | Clasificación Copa Mundial 2026 |
| 30-08-2025 | Taskent   | Kirguistán      | -:-       | Turkmenistán    | Copa CAFA 2025                  |
| 02-09-2025 | Taskent   | Kirguistán      | -:-       | Omán            | Copa CAFA 2025                  |
| 05-09-2025 | Taskent   | Uzbekistán      | -:-       | Kirguistán      | Copa CAFA 2025                  |

## Uniforme
- Uniforme titular: Camiseta, pantaloneta y medias rojos.
- Uniforme alternativo: Camiseta, pantaloneta y medias blancos.

|  |  |

### Indumentaria
| Periodo   | Proveedor |
| --------- | --------- |
| 2014-2018 | Jako      |
| 2018-hoy  | Joma      |

## Entrenadores
| Entrenador                | Desde                 | Hasta               | Partidos | PG | PE | PP |
| ------------------------- | --------------------- | ------------------- | -------- | -- | -- | -- |
| Meklis Koshaliyev         | agosto de 1992        | febrero de 1996     | 15       | 1  | 3  | 11 |
| Yevgeniy Novikov          | junio de 1997         | febrero de 2001     | 19       | 4  | 1  | 14 |
| Nematjan Zakirov          | marzo de 2003         | marzo de 2006       | 12       | 4  | 2  | 6  |
| Boris Podkorytov          | marzo de 2006         | diciembre de 2006   | 6        | 3  | 0  | 3  |
| Nematjan Zakirov          | enero de 2007         | diciembre de 2008   | 12       | 4  | 0  | 8  |
| Anarbek Ormonbekov        | enero de 2009         | mayo de 2011        | 13       | 3  | 3  | 7  |
| Murat Jumakeyev           | mayo de 2011          | septiembre de 2012  | 3        | 0  | 0  | 3  |
| Sergey Dvoryankov         | septiembre de 2012    | mayo de 2014        | 6        | 3  | 1  | 2  |
| Mirlan Eshenov (interino) | mayo de 2014          | octubre de 2014     | 3        | 0  | 0  | 3  |
| Aleksandr Krestinin       | 21 de octubre de 2014 | 3 de abril de 2023  | 61       | 27 | 10 | 24 |
| Štefan Tarkovič           | 24 de abril de 2023   | 13 de junio de 2024 | 19       | 6  | 4  | 9  |
| Maksim Lisitsyn           | 14 de junio de 2024   | 27 de junio de 2025 | 10       | 2  | 2  | 6  |

## Jugadores

### Más Apariciones
| #  | Nombre                 | Apariciones | Goles | Periodo       |
| -- | ---------------------- | ----------- | ----- | ------------- |
| 1  | Kayrat Zhyrgalbek uulu | 75          | 4     | 2013–presente |
| 2  | Farhat Musabekov       | 61          | 2     | 2015–presente |
| 3  | Tamirlan Kozubayev     | 60          | 2     | 2015–presente |
| 3  | Mirlan Murzayev        | 60          | 16    | 2009–presente |
| 5  | Vadim Kharchenko       | 53          | 3     | 2003–2015     |
| 6  | Valery Kichin          | 50          | 5     | 2011–presente |
| 7  | Bakhtiyar Duyshobekov  | 48          | 3     | 2015–presente |
| 8  | Pavel Matyash          | 46          | 0     | 2009–2021     |
| 9  | Odilzhon Abdurakhmanov | 45          | 3     | 2016–presente |
| 10 | Ruslan Sydykov         | 42          | 1     | 1997–2013     |

### Más Goles
| #  | Jugador                | Goles | Apariciones | Promedio | Periodo       |
| -- | ---------------------- | ----- | ----------- | -------- | ------------- |
| 1  | Mirlan Murzayev        | 16    | 60          | 0.27     | 2009–presente |
| 2  | Anton Zemlianukhin     | 13    | 33          | 0.39     | 2007–2023     |
| 3  | Joel Kojo              | 8     | 19          | 0.42     | 2023–presente |
| 3  | Vitalij Lux            | 8     | 32          | 0.25     | 2015–2019     |
| 5  | Tursunali Rustamov     | 6     | 32          | 0.19     | 2012–presente |
| 6  | Alimardon Shukurov     | 5     | 33          | 0.15     | 2017–presente |
| 6  | Gulzhigit Alykulov     | 5     | 38          | 0.13     | 2019–presente |
| 6  | Edgar Bernhardt        | 5     | 41          | 0.12     | 2014–2021     |
| 6  | Valery Kichin          | 5     | 49          | 0.1      | 2011–presente |
| 10 | Viktor Maier           | 4     | 24          | 0.17     | 2015–presente |
| 10 | Akhlidin Israilov      | 4     | 34          | 0.12     | 2013–presente |
| 10 | Azamat Baymatov        | 4     | 36          | 0.11     | 2010–2019     |
| 10 | Bekzhan Sagynbaev      | 4     | 41          | 0.1      | 2018–presente |
| 10 | Kayrat Zhyrgalbek uulu | 4     | 75          | 0.05     | 2013–presente |

### Última convocatoria
| No. | Pos. | Jugador                | Fecha de nacimiento (edad)         | Apa. | Goles | Club                    |
| --- | ---- | ---------------------- | ---------------------------------- | ---- | ----- | ----------------------- |
|     | POR  | Erzhan Tokotayev       | 17 de julio de 2000 (24 años)      | 29   | 0     | Şanlıurfaspor           |
|     | POR  | Sultan Chomoev         | 20 de enero de 2003 (22 años)      | 1    | 0     | Abdysh-Ata Kant         |
|     | POR  | Artem Pryadkin         | 18 de septiembre de 2001 (23 años) | 0    | 0     | Dordoi Bishkek          |
|     |      |                        |                                    |      |       |                         |
|     | DEF  | Kayrat Zhyrgalbek uulu | 13 de junio de 1993 (32 años)      | 75   | 4     | Abdysh-Ata Kant         |
|     | DEF  | Tamirlan Kozubaev      | 1 de julio de 1994 (31 años)       | 60   | 2     | Eastern                 |
|     | DEF  | Valery Kichin          | 12 de octubre de 1992 (32 años)    | 49   | 5     | Lokomotiv Tashkent      |
|     | DEF  | Khristiyan Brauzman    | 15 de agosto de 2003 (21 años)     | 24   | 2     | Abdysh-Ata Kant         |
|     | DEF  | Aleksandr Mishchenko   | 30 de julio de 1997 (27 años)      | 22   | 0     | Dordoi Bishkek          |
|     | DEF  | Suyuntbek Mamyraliev   | 7 de enero de 1998 (27 años)       | 12   | 0     | Dordoi Bishkek          |
|     | DEF  | Said Datsiev           | 10 de abril de 2003 (22 años)      | 2    | 0     | Dordoi Bishkek          |
|     | DEF  | Nurbol Baktybekov      | 24 de junio de 2003 (22 años)      | 1    | 0     | Dordoi Bishkek          |
|     | DEF  | Arslan Bekberdinov     | 27 de agosto de 1999 (25 años)     | 0    | 0     | Dordoi Bishkek          |
|     |      |                        |                                    |      |       |                         |
|     | MED  | Odilzhon Abdurakhmanov | 18 de marzo de 1996 (29 años)      | 45   | 3     | Becamex Binh Duong      |
|     | MED  | Alimardon Shukurov     | 28 de septiembre de 1999 (25 años) | 33   | 5     | Torpedo-BelAZ           |
|     | MED  | Murolimzhon Akhmedov   | 5 de enero de 1992 (33 años)       | 22   | 0     | Dordoi Bishkek          |
|     | MED  | Kai Merk               | 28 de agosto de 1998 (26 años)     | 17   | 2     | Union Titus Pétange     |
|     | MED  | Erbol Atabaev          | 15 de agosto de 2001 (23 años)     | 14   | 0     | Abdysh-Ata Kant         |
|     | MED  | Kimi Merk              | 6 de julio de 2004 (21 años)       | 11   | 1     | Pakhtakor               |
|     | MED  | Eldiyar Zarypbekov     | 14 de septiembre de 2001 (23 años) | 8    | 1     | Chayka Peschanokopskoye |
|     | MED  | Ermek Kenzhebayev      | 3 de abril de 2003 (22 años)       | 5    | 0     | Slavia Mozyr            |
|     |      |                        |                                    |      |       |                         |
|     | DEL  | Gulzhigit Alykulov     | 25 de noviembre de 2000 (24 años)  | 38   | 5     | Neman Grodno            |
|     | DEL  | Ernist Batyrkanov      | 21 de febrero de 1998 (27 años)    | 36   | 3     | Muras United            |
|     | DEL  | Joel Kojo              | 21 de agosto de 1998 (26 años)     | 19   | 8     | Dinamo Samarqand        |
|     | DEL  | Nurdoolot Stalbekov    | 13 de septiembre de 2001 (23 años) | 4    | 0     | Alay                    |